# Monte (Club)

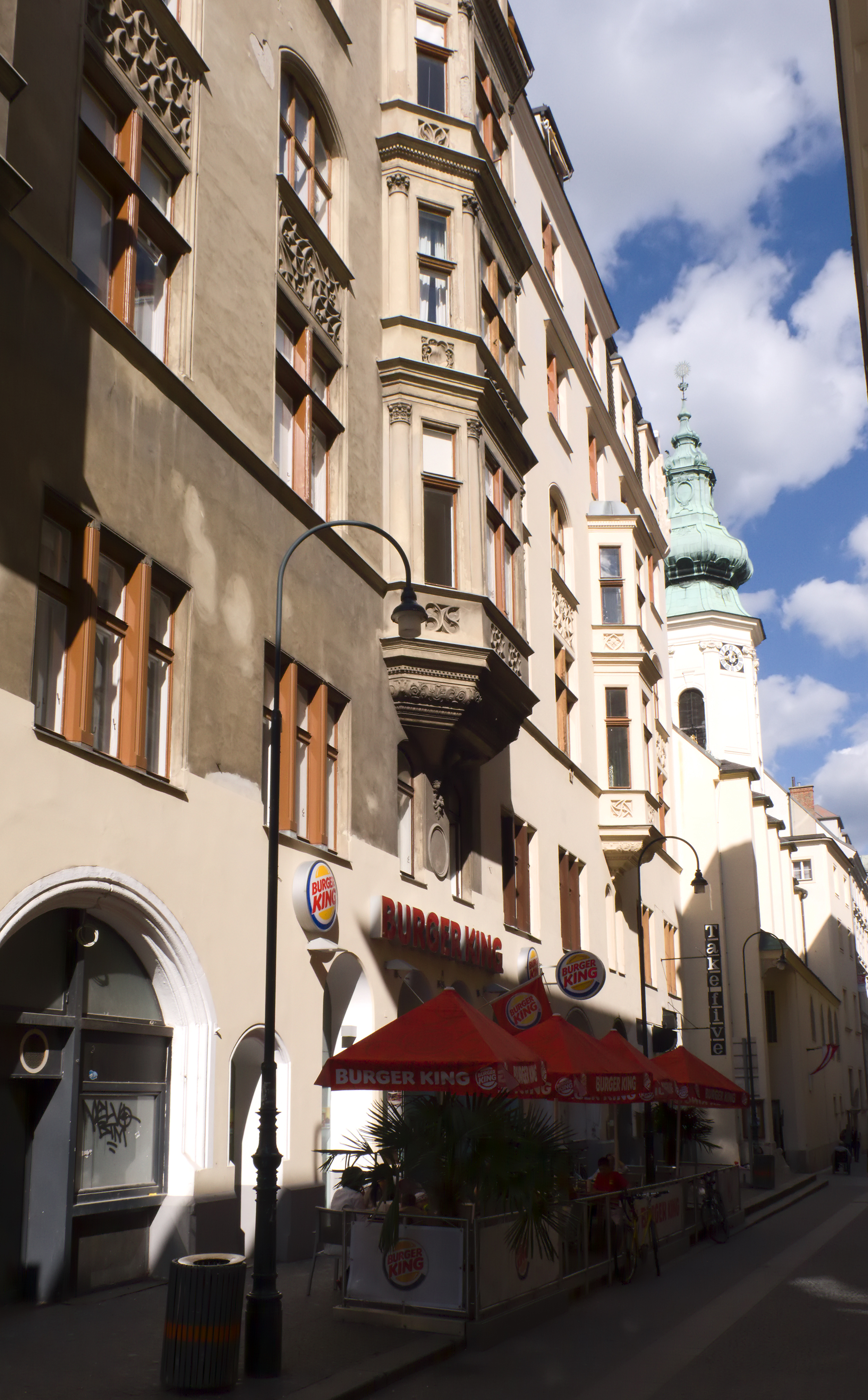
St. Annahof und Annakirche

Das Montevideo (auch: Monte) war von der Mitte der 1970er Jahre bis 2001 eine Szene-Diskothek im St. Annahof im 1. Wiener Gemeindebezirk Innere Stadt, Annagasse 3.

## Geschichte
1894 wurde im St. Annahof vom Architektenduo Fellner und Helmer das Etablissement Tabarin als ein mehrstöckiges Revuetheater integriert. Es handelte sich um einen prunkvollen Ballsaal nach Pariser Vorbild. 

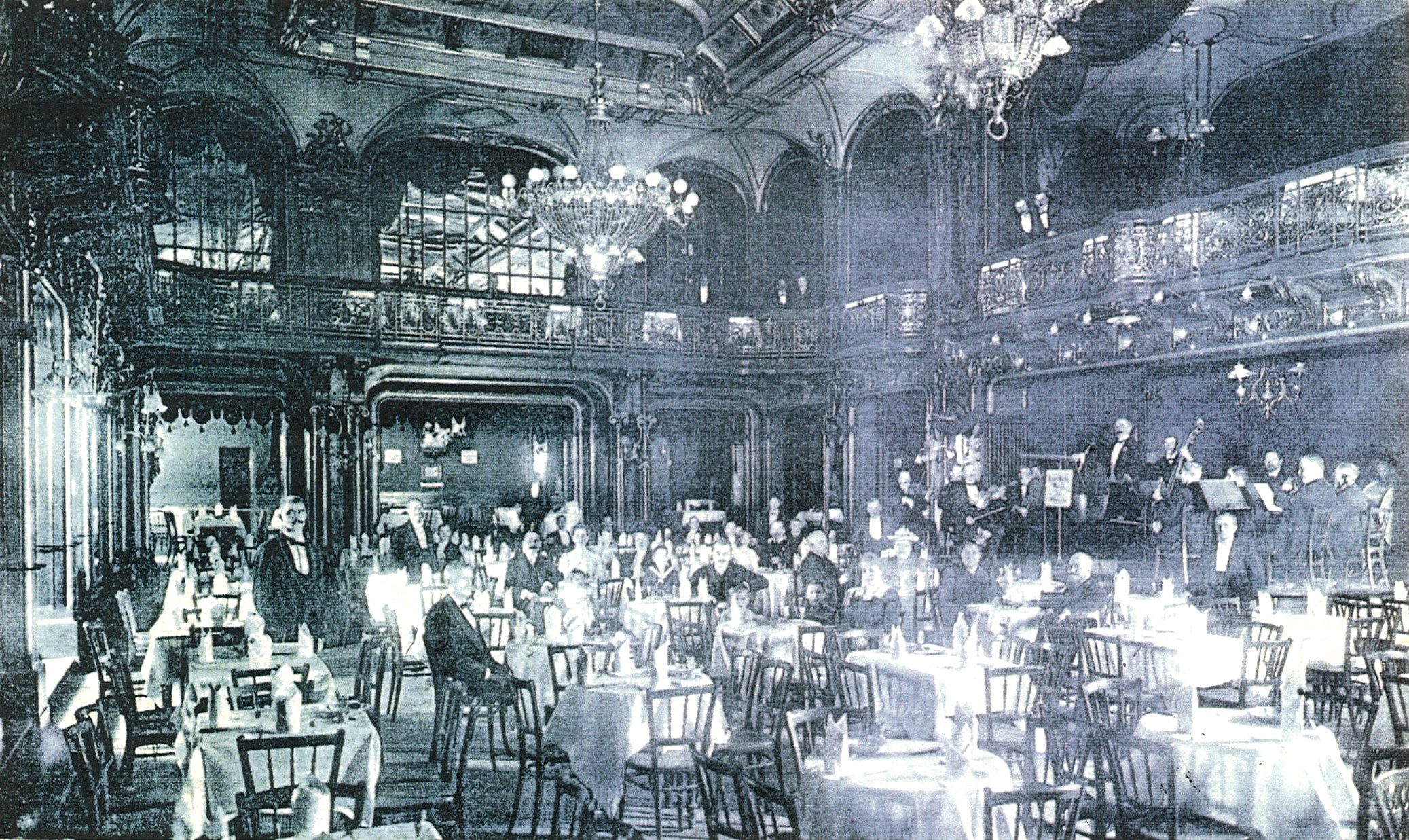
Großer Saal des St. Annahofes, Ende 19. Jahrhundert

1910 hatte man den ehemaligen 1.000 Quadratmeter großen Ballsaal durch das Einziehen einer Betonzwischen-Geschoßdecke halbiert und das Kellergeschoß zum Theatersaal für Kabarett mit Tischen im Parkett und seitlich erhöhten Logen umgebaut.
Das Tabarin musste nach 1938 seinen Namen – entsprechend der Sprachregelung im Dritten Reich – in Triumph-Tanzpalast ändern.
Dort spielten unter anderem die Fratelli Sereno, bekannte Swingsänger. Horst Winter, den die Kriegswirren nach Wien verschlagen hatten, begann bereits Ende 1945 eine Bigband aufzustellen, aus der später das berühmte Wiener Tanz Orchester (WTO) entstand.
Nach dem Zweiten Weltkrieg entstanden aus dem ehemals großen Saal mehrere kleinere Lokale (späteres Monte, Tenne, Take Five, Wiener Wald).
In den 1950er Jahren entstand an diesem Standort die Melodies Bar. Dort spielten unter anderem Maxi Böhm, Hugo Wiener und Cissy Kraner.

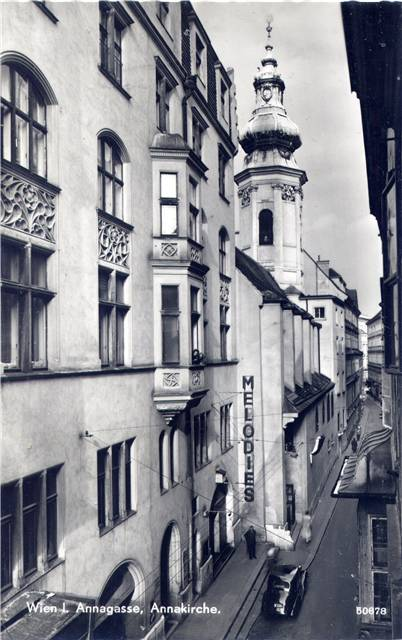
Melodies Bar, ca. 1950

Das Chapeau Rouge war eine Bar, in der Champagner getrunken wurde.

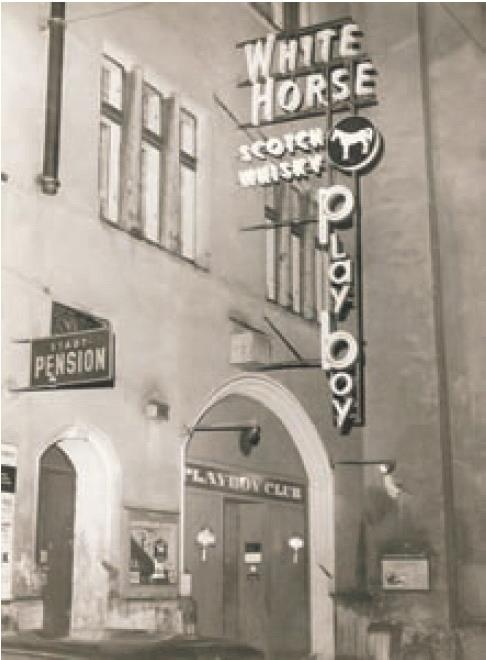
Playboy Club, ca. 1960

In den 1950er Jahren fanden in den Räumlichkeiten des Tabrin unter anderem Modeshows für „stärkere Damen“ statt.
1955 eröffnete der Jazz-Musiker Fatty George sein Lokal in der Tabarin Bar, das Fatty's Jazz Casino. Sein Verdienst liegt in der Vermittlung des Mainstream Jazz in einem Land, in dem während der Nazi-Herrschaft „undeutsche“ Musik und solche aus den Vereinigten Staaten verboten war. Seine Schallplatten – die erste entstand 1954 – trugen hierzu ganz wesentlich bei, ebenso wie ab 1977 seine Auftritte in seiner eigenen, von der ORF produzierten Fernsehsendung „Fatty live“.
Ende der 1950er Jahre gründeten Niki Czernin, Alfi Windisch-Graetz und Thomas Hörbiger den Playboy-Club, einer der ersten Discotheken Wiens. Zuvor hießen die Räumlichkeiten Wintergarten. 1962 wurde im Keller des Bar Lokals Playboy-Club das Tanzlokal Playboy behördlich genehmigt. Nachdem zwei weitere Besitzer dazugestoßen waren, wurde das Lokal in Take Five umbenannt.
1963 führte die österreichische Schlagerband „Bambis“ das Lokal in der Annagasse. Ihre beiden größten Erfolge waren „Melancholie“ und „Nur ein Bild von Dir“, mit denen sie 1964 und 1965 Plätze in den Charts belegten. Zu dieser Zeit wurde das Tabarin in Tenne umbenannt.
Damals wurde auch jene hässliche (nun wieder entfernte) Betonzwischendecke eingezogen, die die prachtvollen Fin de siècle-Stuckverzierungen an der Decke verbarg.

### Seit 1960 eigenständiges Lokal
Seit der Trennung des großen Lokals in mehrere kleinere, eigenständige Lokale in den 1960er Jahren, gab es in den Räumlichkeiten der späteren Diskothek Monte – es war zu Tabarin-Zeiten der Eingangsbereich zum großen Tanzsaal – mehrere Pächter. Das Lokal hieß unter anderem Little Tabarin, Playboy, C3, Spiegel, Montevideo, Monte Nuovo und Monte.

### Seit 1975 Monte bzw. Montevideo
Seit Mitte der 1970er Jahre bis Mitte 2001 war das Lokal Montevideo bzw. Monte ein beliebter Szenetreffpunkt in Wien und gehörte neben dem "Take Five" zu den nobelsten Diskotheken Wiens. Geleitet und inspiriert wurde es von Johannes Czernin (heute Kardiologe in Kalifornien), Neffe von Niki Czernin, dem das Take Five daneben gehörte. Das Lokal erhielt seinen Namen vom ersten Türsteher Sergio, der aus der gleichnamigen Hauptstadt Uruguays stammte. Das Lokal war ganz gegen den damaligen Mainstream ohne grelle Discokugeln oder ähnlichem ausgestattet, eine Konstruktion aus schwarzgerahmten Quadraten über Bar und Tanzfläche sorgte für beeindruckende Lichteffekte. Alle Wände waren schwarz. Die Musikrichtung wurde nicht durch Hitparaden-Mainstream geprägt, sondern es wurde seltener Soul, R&B und Latinrock gespielt.
Die Einlasskontrolle war extrem streng, jedes Wochenende blockierten Hoffende, aber Chancenlose die Annagasse.
Mitte der 80er Jahre erregte das U4 kulturell als neuer Lokaltyp international Aufsehen. Um sich bewusst gegen den Trend auch als dunkles "Underground"-Lokal zu positionieren, wurde das Lokal neu in Brauntönen um dekoriert. Mit geändertem Namen "Monte Nuovo" versuchten die Betreiber rund um Johannes von Nostitz-Rieneck die Jeunesse dorée der Stadt anzusprechen. Nach kurzer Zeit wurde das Lokal aber wieder auf "Montevideo" umbenannt.
Der Türsteher und Szenefotograf Conny de Beauclair begann seine Karriere in den 1980er Jahren in diesem Lokal. Clubs wie das Monte, Motto oder U4 legten den Grundstein für die Karriere von DJ und Musiker Peter Rauhofer.

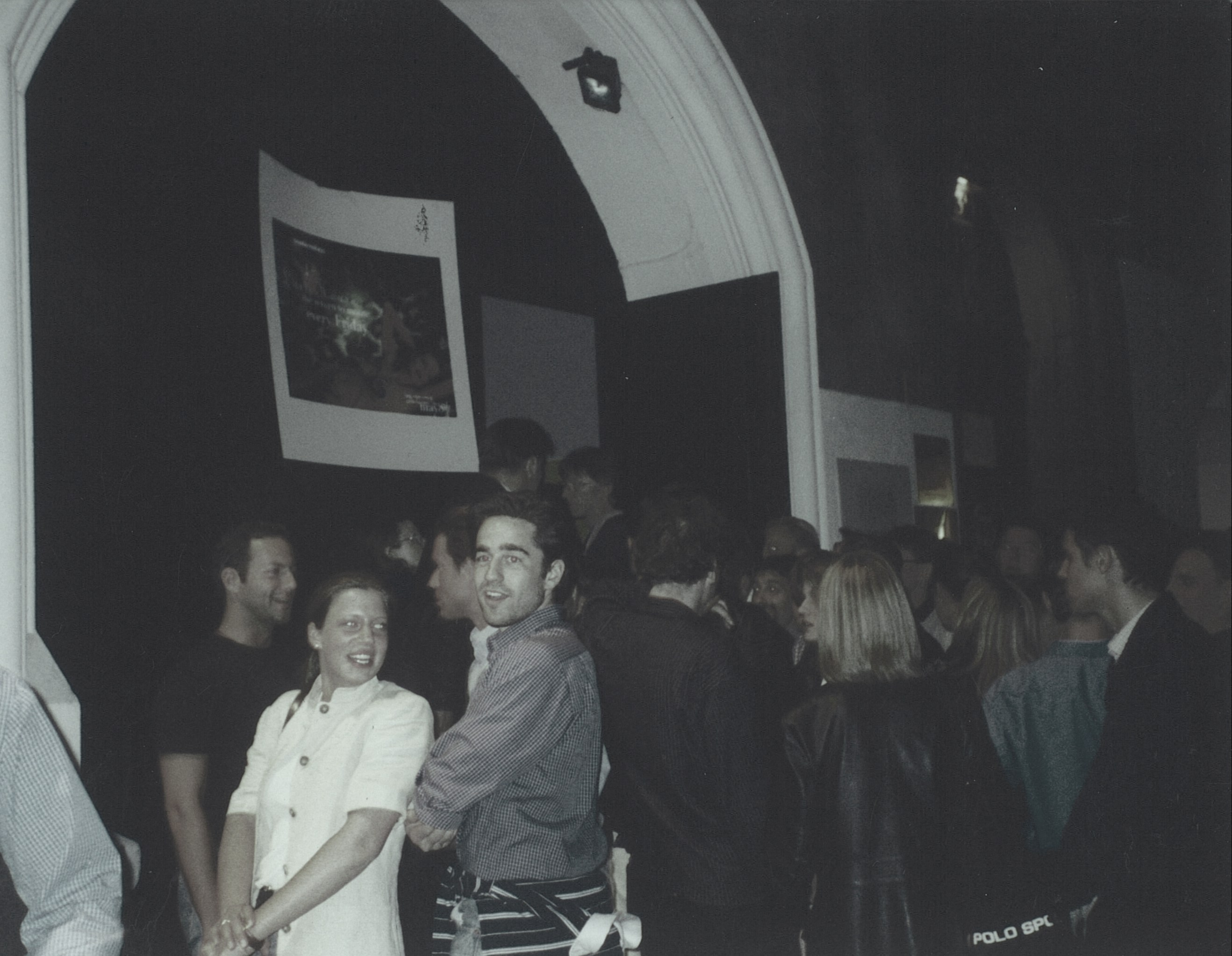
Cluberöffnung Monte 1998

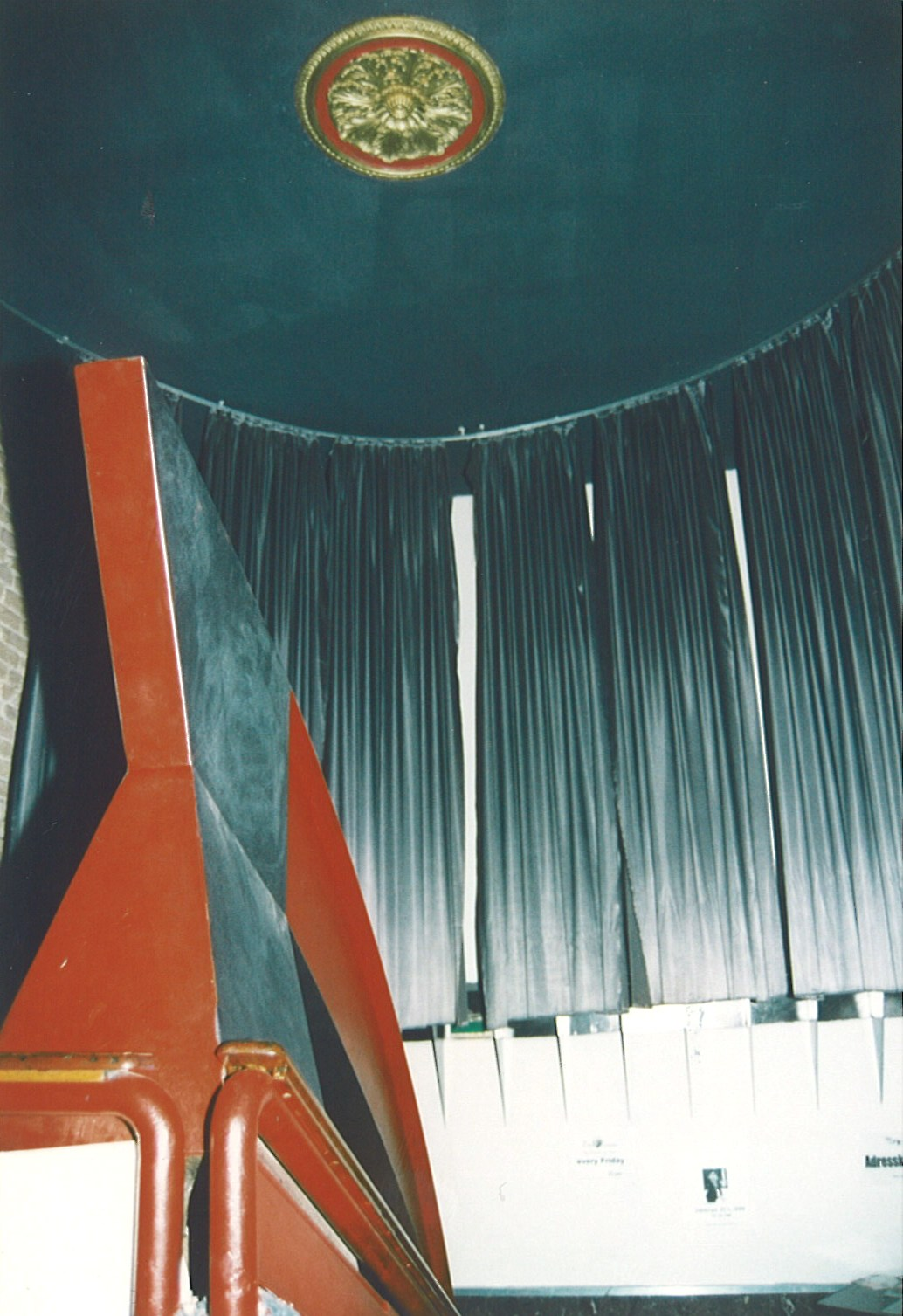
Eingangsbereich Monte 1999

 Nach einer Neugestaltung durch Harald Jahn am 17. April 1991 wurde das Monte von Oliver Riebenbauer neu eröffnet und bis 1996 betrieben. 

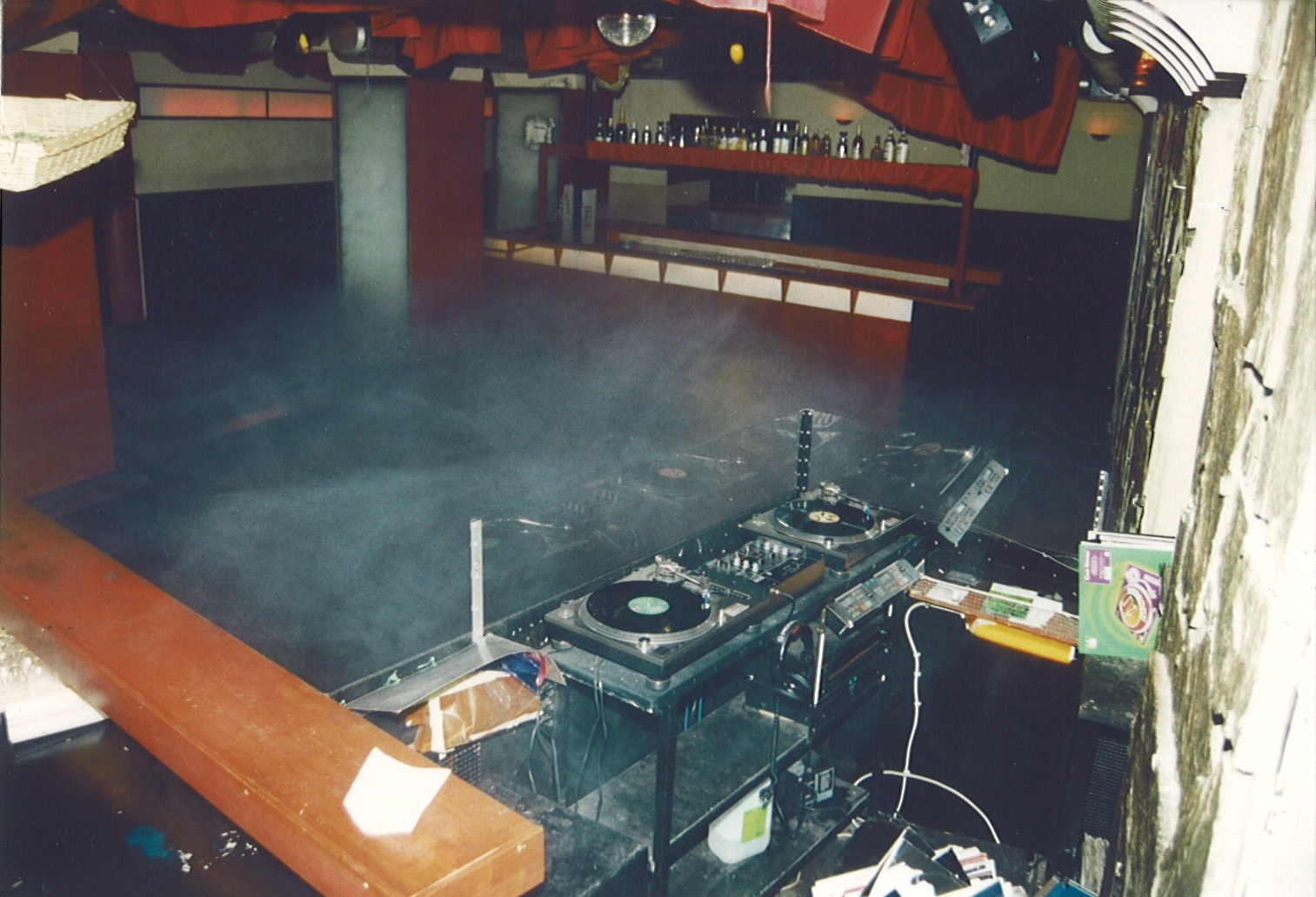
Monte DJ-Pult 1999

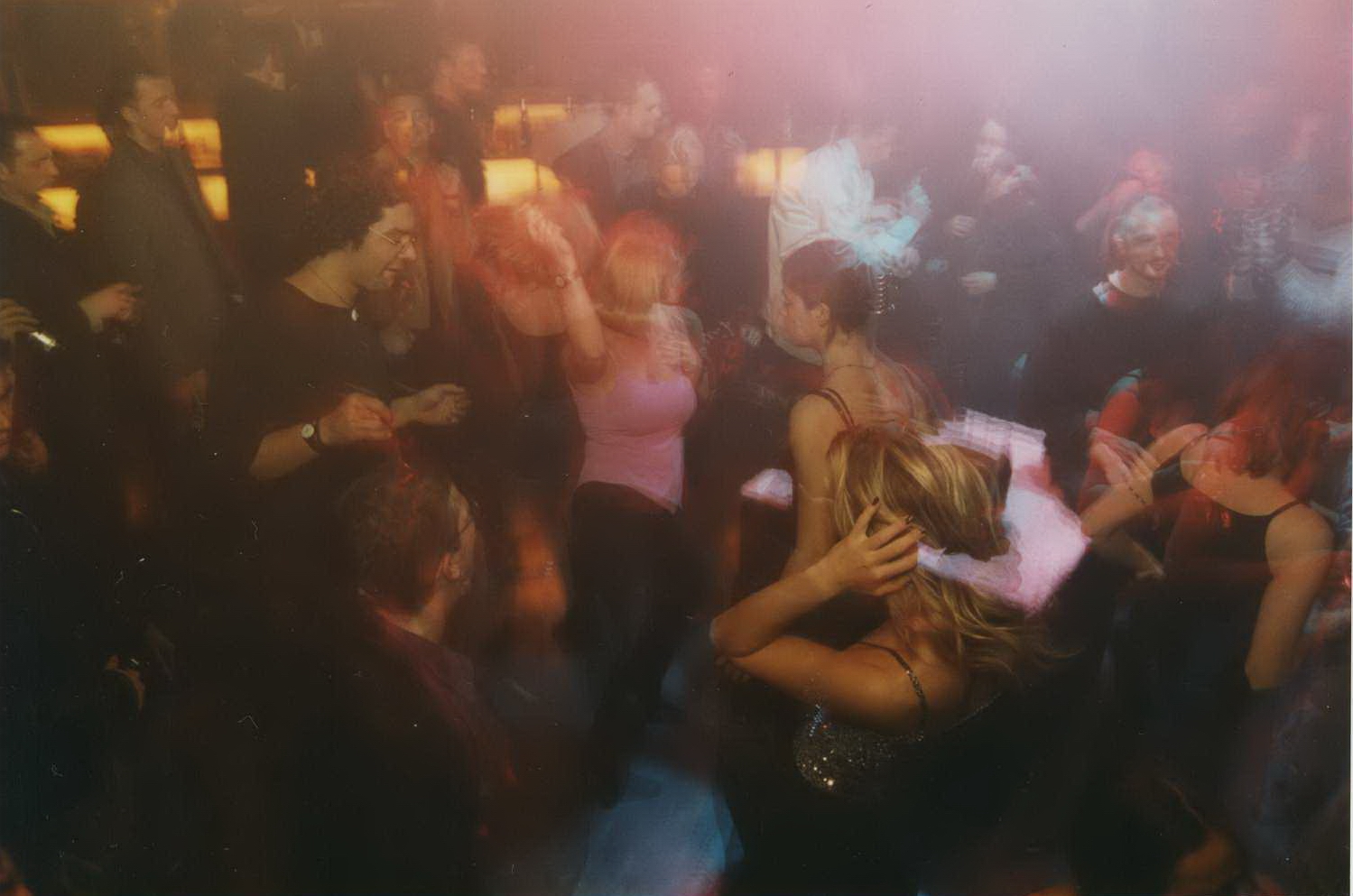
Monte 1999

Die Club-Disco Monte wurde häufig von internationalen Stars besucht. Ein regelmäßiger Gast war der Sänger Falco. Grace Jones war bei ihrem Besuch vom Lokal angenehm überrascht und half spontan einen Abend hinter der Bar aus. Negativ in die Schlagzeilen geriet das Lokal, nachdem Charlie Sheen und Kiefer Sutherland nach Dreharbeiten zum Film "Die drei Musketiere" eine Schlägerei im Lokal angezettelt hatten.
Weitere bekannte Gäste waren etwa Prinzessin Lila Schwarzenberg, Herbert Grönemeyer, Claude Montana, Xavier Naidoo, Eros Ramazzotti, Bjørn Dunkerbeck, Billy Joel.
Im Jahr 2001 fand ein Pächterwechsel und eine Neuorientierung auf ein junges Publikum statt. Der Lokalumbau und das neue Konzept wurden aber nicht angenommen, und deshalb musste das Lokal nach einigen unglücklichen Versuchen schließen.
2008–2010 wurde im Souterrain – unterhalb des ehemaligen Tabarin (heute Burgerking) – der große Saal in der Ausstattung von 1910 durch Art & Style renoviert und kann besichtigt werden. Die exotischen Tapeten Otto Prutschers wurden wiederhergestellt. Die Räumlichkeiten des ehemaligen Monte sowie des ehemaligen Theaters werden von nun an durch Art & Style als Fashion-Shop für verschiedene Kultmarken genutzt.